# Virtud

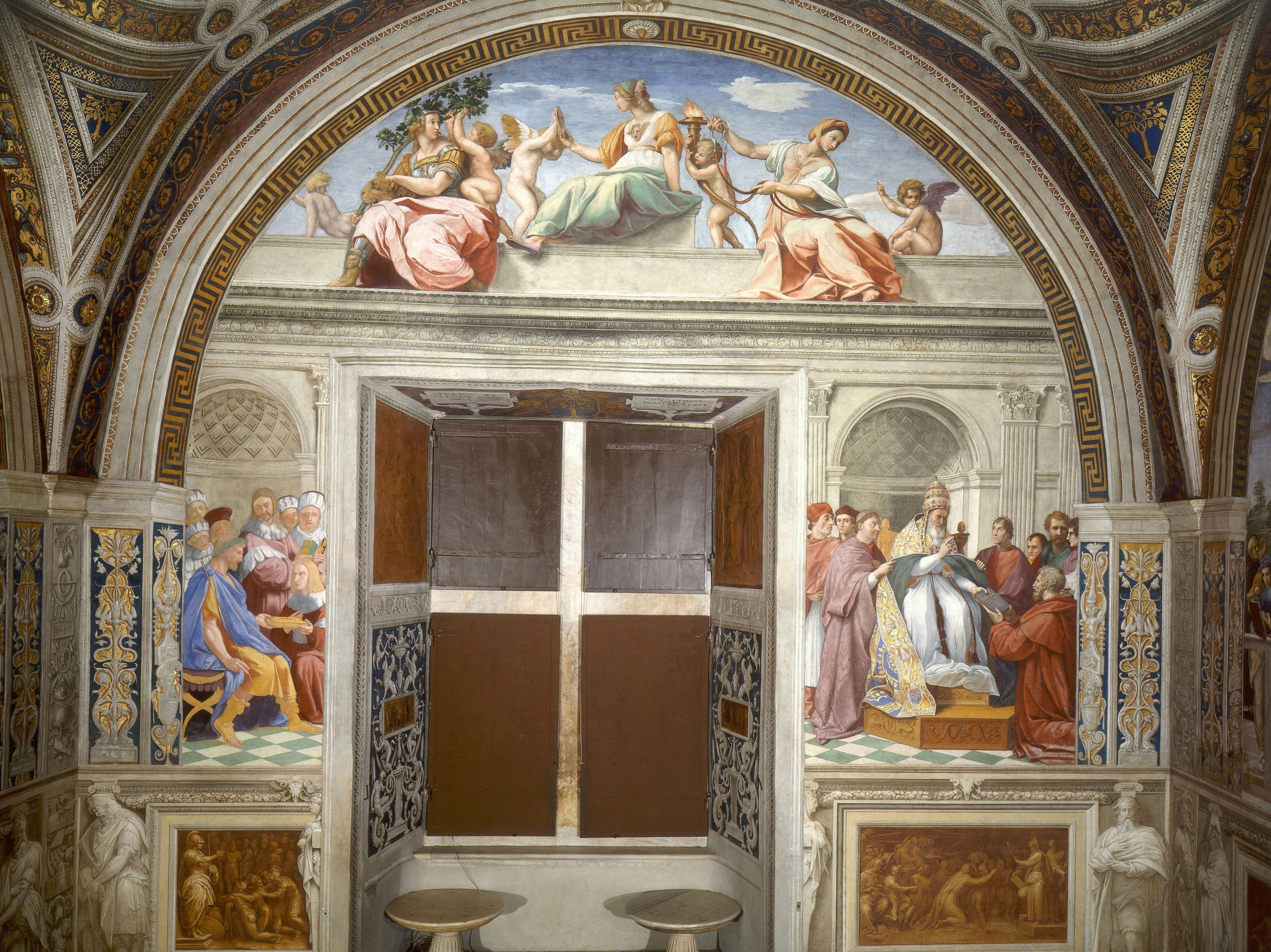
Virtudes cardinales y teológicas de Rafael, 1511

La virtud (en latín: virtus) es la excelencia moral. Una virtud es una cualidad que se considera moralmente buena. Una virtud es una disposición de la persona para obrar de acuerdo con determinados proyectos ideales orientados al bien, la verdad, la justicia y la belleza. En otras palabras, permite hacer lo que está bien y evitar lo que está mal. Lo contrario de la virtud es el vicio. La virtud tiene una gran importancia para la vida ética.
Otros ejemplos de esta noción incluyen el concepto de mérito en las tradiciones asiáticas, así como el de De (chino 德).  Los cuatro brahmavihara ("estados divinos") del budismo pueden considerarse virtudes en el sentido europeo.

## Etimología
Los antiguos romanos utilizaban la palabra latina virtus (derivada de vir, palabra para designar al hombre) para hacer referencia a todas las "cualidades excelentes de los hombres, incluidas fuerza física, conducta valerosa, y rectitud moral." Las palabras en francés vertu y virtu provienen de esa raíz latina.

## Historia

### Antiguo Egipto

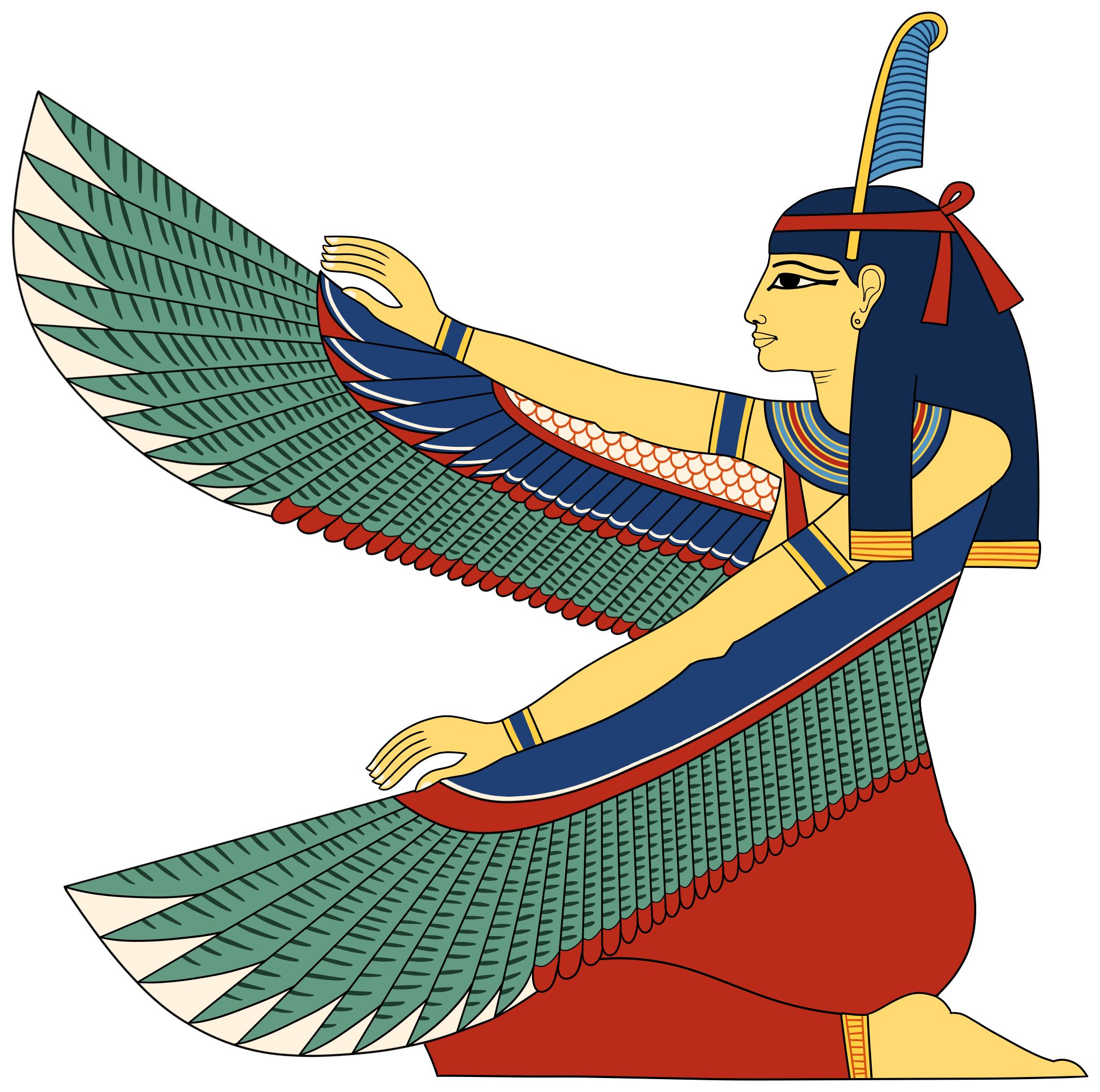
Maat, para los habitantes del antiguo Egipto, personificaba la virtud de la verdad y la justicia. Su pluma representa la verdad..

Maat (o Ma'at) era la diosa del antiguo Egipto de la verdad, el balance, el orden, la ley, la moralidad y la justicia. La palabra maat también se utilizaba para referirse a estos conceptos. Maat también era representada como reguladora de las estrellas, las estaciones y las acciones tanto de los mortales como de las deidades. Las deidades establecían el orden del universo a partir del caos en el momento de la creación. Su contraparte (ideológica) era Isfet, que simbolizaba el caos, la mentira y la injusticia.

### Antigüedad grecorromana

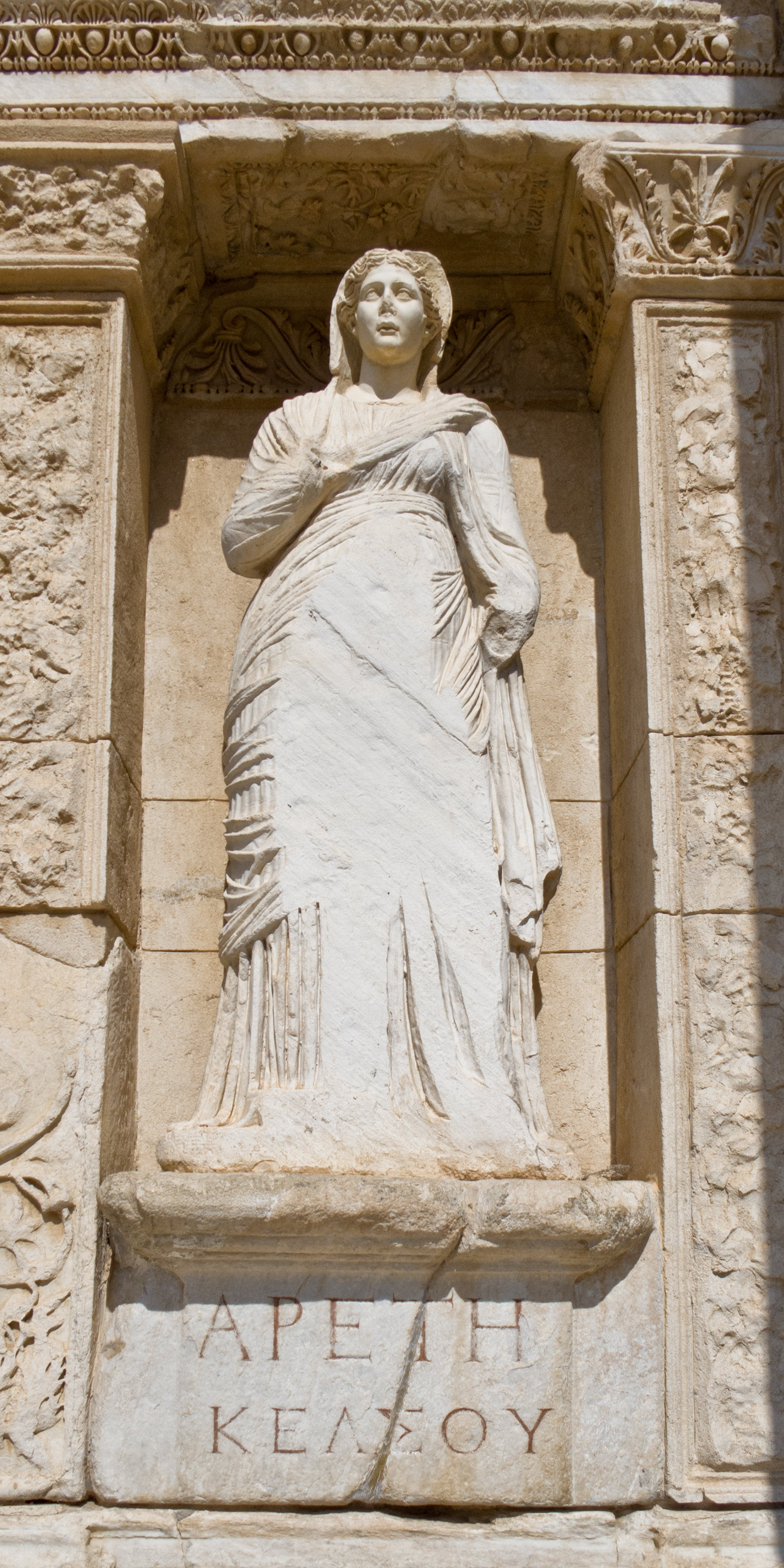
Personificación de la virtud (griego Ἀρετή) en la Biblioteca de Celso en Éfeso, Turquía.

El mundo griego daba una gran importancia a la virtud, que veía como la excelencia o la plenitud que puede alcanzar una realidad y, de modo especial, el hombre. El término usado, que puede traducirse de diversas maneras, es areté. Con esta palabra, que va más allá de lo que hoy se conoce como virtud, se alude a "la perfección y plenitud de las potencias constitutivas de una naturaleza".
Sócrates opinaba que la virtud es aquello que nos ayuda a conseguir el bien mediante razonamientos y filosofía.

#### Virtudes platónicas
Platón, en la República, indica la existencia de tres partes o facultades en el alma humana: la intelectual, la pulsional (o animosa), y la desiderativa. Para cada una de ellas existe una virtud: la sabiduría o prudencia, la valentía y el autocontrol o templanza. La sabiduría permite identificar las acciones correctas, saber cuándo realizarlas y cómo realizarlas. El valor permite afrontar peligros y añadir energía a las acciones en contextos de dificultad, a pesar de las amenazas, y defender los ideales propios. El autocontrol o templanza permite moderar los deseos o apetitos, sobre todo en lo que se refiere a comidas, bebidas y placeres sexuales.
A estas tres virtudes se añade una cuarta, la justicia, que permite convivir en derecho responsablemente y con seguridad ya que sin seguridad podrías salir de tu casa y ser asaltado (por falta de justicia).
Las cuatro virtudes cardinales clásicas son:
- Prudencia (φρόνησις, phrónēsis; en latín: prudentia; también Sabiduría, Sophia, sapientia), la capacidad de discernir el curso de acción apropiado que debe tomarse en una situación determinada en el momento adecuado.
- Fortaleza (ἀνδρεία, andreía; en latín: fortitudo): también se denomina valor, coraje, tolerancia, fuerza, resistencia y capacidad para afrontar el miedo, la incertidumbre y la intimidación.
- Templanza (σωφροσύνη, sōphrosýnē; en latín: temperantia): también denominada moderación o templanza, la práctica del autocontrol, la abstención, la discreción y la moderación que templa el apetito. Platón consideraba que Sōphrosynē, que también puede traducirse como sensatez, era la virtud más importante.
- Justicia (δικαιοσύνη, dikaiosýnē; en latín: iustitia): también considerada como equidad;[10] la palabra griega también tiene el significado de rectitud.

Esta enumeración se remonta a la filosofía griega y fue enumerada por Platón además de piedad: ὁσιότης (hosiotēs), con la salvedad de que la sabiduría sustituyó a la prudencia como virtud. Algunos estudiosos consideran que cualquiera de las cuatro combinaciones de virtudes anteriores son mutuamente reducibles y, por tanto, no son cardinales.
No está claro si las virtudes múltiples fueron de construcción posterior, y si Platón se suscribió a una visión unificada de las virtudes. En Protágoras y Menón, por ejemplo, afirma que las virtudes separadas no pueden existir de forma independiente y ofrece como prueba las contradicciones de actuar con sabiduría, pero de forma injusta; o actuar con valentía (fortaleza), pero sin sabiduría.

#### La virtud aristotélica
Aristóteles elabora, en sus éticas (por ejemplo en la Ética nicomáquea) amplias reflexiones sobre la virtud, que divide en dos grandes grupos: éticas y dianoéticas.
En su obra Ética a Nicómaco, Aristóteles definió una virtud como un punto entre una deficiencia y un exceso de un rasgo. El punto de mayor virtud no se encuentra en el medio exacto, sino en una media de oro a veces más cerca de un extremo que del otro. Sin embargo, la acción virtuosa no es simplemente la "media" (matemáticamente hablando) entre dos extremos opuestos.  Como dice Aristóteles en la Ética a Nicómaco "en los momentos adecuados, sobre las cosas adecuadas, hacia las personas adecuadas, para el fin adecuado y de la manera adecuada, es la condición intermedia y mejor, y esto es propio de la virtud"  Esto no es simplemente dividir la diferencia entre dos extremos.  Por ejemplo, la generosidad es una virtud entre los dos extremos de la tacañería y el despilfarro.  Otros ejemplos son: el valor entre la cobardía y la temeridad, y la confianza entre el desprecio de sí mismo y la vanidad.  En el sentido de Aristóteles, la virtud es la excelencia en ser humano.

#### La virtud epicúrea
La ética epicúrea aboga por una búsqueda racional del placer con la ayuda de las virtudes. Los epicúreos enseñan que las emociones, disposiciones y hábitos relacionados con la virtud (y el vicio) tienen un componente cognitivo y se basan en creencias verdaderas (o falsas). Asegurándose de que sus creencias están alineadas con la naturaleza y deshaciéndose de las opiniones vacías, el epicúreo desarrolla un carácter virtuoso acorde con la naturaleza, y esto le ayuda a vivir placenteramente.

#### Virtudes pirronianas
El filósofo pirronista describió el pirronismo como "una forma de vida que, de acuerdo con las apariencias, sigue una determinada racionalidad, en la que esa racionalidad muestra cómo es posible parecer que se vive correctamente ("correctamente" se toma, no como referido sólo a la virtud, sino en un sentido más ordinario) y tiende a producir la disposición a suspender el juicio. ..." En otras palabras, al evitar las creencias (es decir, dogmas) se viviría de acuerdo con la virtud.

#### Prudencia y virtud
Séneca, el estoico romano, decía que la prudencia perfecta es indistinguible de la virtud perfecta. Así, al considerar todas las consecuencias, una persona prudente actuaría de la misma manera que una persona virtuosa. El mismo razonamiento fue expresado por Platón en Protagoras, cuando escribió que las personas sólo actúan de manera que perciben que les traerá el máximo bien. Es la falta de sabiduría la que hace que se tome una mala decisión en lugar de una prudente. De este modo, la sabiduría es la parte central de la virtud. Platón se dio cuenta de que, al ser la virtud sinónimo de sabiduría, podía ser enseñada, posibilidad que antes había descartado. Entonces añadió la "creencia correcta" como alternativa al conocimiento, proponiendo que el conocimiento es simplemente una creencia correcta que ha sido pensada y "atada".

#### Virtudes romanas
El término virtud en sí mismo deriva del latín "virtus" (cuya personificación era la deidad Virtus), y tenía connotaciones de "hombría", "honor", merecedor de respeto deferente, y deber cívico como ciudadano y soldado. Esta virtud no era más que una de las muchas que los romanos de buen carácter debían ejemplificar y transmitir a través de las generaciones, como parte del mos maiorum; tradiciones ancestrales que definían la "romanidad". Los romanos distinguían entre las esferas de la vida privada y la pública, y por tanto, las virtudes también se dividían entre las que se consideraban en el ámbito de la vida familiar privada (tal y como las vivía y enseñaba el paterfamilias), y las que se esperaban de un honrado ciudadano.
La mayoría de los conceptos romanos de virtud también se personificaban como una deidad luminosa. Las principales virtudes romanas, tanto públicas como privadas, eran:
- Abundantia: "abundancia, abundancia, prosperidad" El ideal de que haya suficiente comida y prosperidad para todos los segmentos de la sociedad, personificado por Abundantia. Una virtud pública.
- Auctoritas - "autoridad espiritual" - el sentido de la propia posición social, construido a través de la experiencia, Pietas, e Industria. Esto se consideraba esencial para la capacidad de un magistrado de hacer cumplir la ley y el orden.
- Comitas - "humor" - facilidad de trato, cortesía, franqueza y amabilidad.
- Constantia - "perseverancia, valor" - resistencia militar, así como resistencia mental y física en general frente a las dificultades.
- Clementia - "misericordia" - la dulzura y la gentileza, y la capacidad de dejar de lado las transgresiones anteriores, personificada por Clementia.
- Dignitas - "dignidad" - sentido de autoestima, respeto personal y autoestima.
- Disciplina - "disciplina" - considerada esencial para la excelencia militar; también connota la adhesión al sistema legal, y la defensa de los deberes de la ciudadanía, personificada por Disciplina.
- Fides - "buena fe" - confianza mutua y tratamiento recíprocos tanto en el gobierno como en el comercio (asuntos públicos), una ruptura significaba consecuencias legales y religiosas, personificada por Fides.
- Firmitas - "tenacidad" - la fuerza de la mente, y la capacidad de mantener el propósito de uno sin vacilar.
- Frugalitas - "frugalidad" - economía y sencillez en el estilo de vida, querer lo que debemos tener y no lo que necesitamos, independientemente de las posesiones materiales, la autoridad o los deseos que uno tenga, un individuo siempre tiene un grado de honor. La frugalidad consiste en prescindir de lo que no tiene utilidad práctica si está en desuso y si va en detrimento de las demás virtudes.
- Gravitas - "gravedad" - un sentido de la importancia del asunto en cuestión; responsabilidad, y ser serio.
- Honestas - "respetabilidad" - la imagen y el honor que uno presenta como miembro respetable de la sociedad.
- Humanitas - "humanidad" - refinamiento, civilización, aprendizaje y, en general, cultura.
- Industria - "laboriosidad, diligencia" - trabajo duro.
- Innocencia - "desinterés" - caridad romana, dar siempre sin esperar reconocimiento, dar siempre sin esperar ningún beneficio personal, incorruptibilidad es la aversión a poner todo el poder y la influencia de los cargos públicos para aumentar el beneficio personal con el fin de disfrutar de nuestra vida personal o pública y privar a nuestra comunidad de su salud, de su dignidad y de nuestro sentido de la moralidad, eso es una afrenta para todo romano.
- Laetitia - "alegría, gozo" - La celebración de la acción de gracias, a menudo de la resolución de la crisis, una virtud pública.
- Nobilitas - "Nobleza" - Hombre de apariencia fina, merecedor de honor, rango social altamente estimado, y, o, nobleza de nacimiento, una virtud pública.
- Justitia - "justicia" - sentido del valor moral de una acción; personificada por la diosa Iustitia, la contraparte romana de la griega Themis.
- Pietas - "obediencia" - más que piedad religiosa; un respeto por el orden natural: social, político y religioso. Incluye ideas de patriotismo, cumplimiento de obligación piadosa a los dioses, y honrar a otros seres humanos, especialmente en términos de la relación patrón y cliente, considerada esencial para una sociedad ordenada.
- Prudentia - "prudencia" - previsión, sabiduría y discreción personal.
- Salubritas - "salubridad" - salud y limpieza general, personificada en la deidad Salus.
- Severitas - "severidad" - autocontrol, considerado directamente ligado a la virtud de la gravedad.
- Veritas - "veracidad" - honestidad en el trato con los demás, personificada por la diosa Veritas. Veritas, siendo la madre de Virtus, era considerada la raíz de toda virtud; una persona que vivía una vida honesta estaba destinada a ser virtuosa.
- Virtus - "hombría" - valor, excelencia, coraje, carácter y valor. 'Vir' es "hombre" en latín.

#### Estoicismo
Los estoicos sostenían que la virtud consistía en actuar siempre de acuerdo con la naturaleza, que, para el caso del ser humano, concebido como ser racional, se identifica con actuar siempre de acuerdo con la razón, evitando en todo momento dejarse llevar por los afectos o pasiones, esto es, todo lo irracional que hay en nosotros, que no puede controlarse y por tanto debe evitarse. Los estoicos consideraban que la virtud, como facultad activa, era el bien supremo.

## Antigua India

### Valluvar

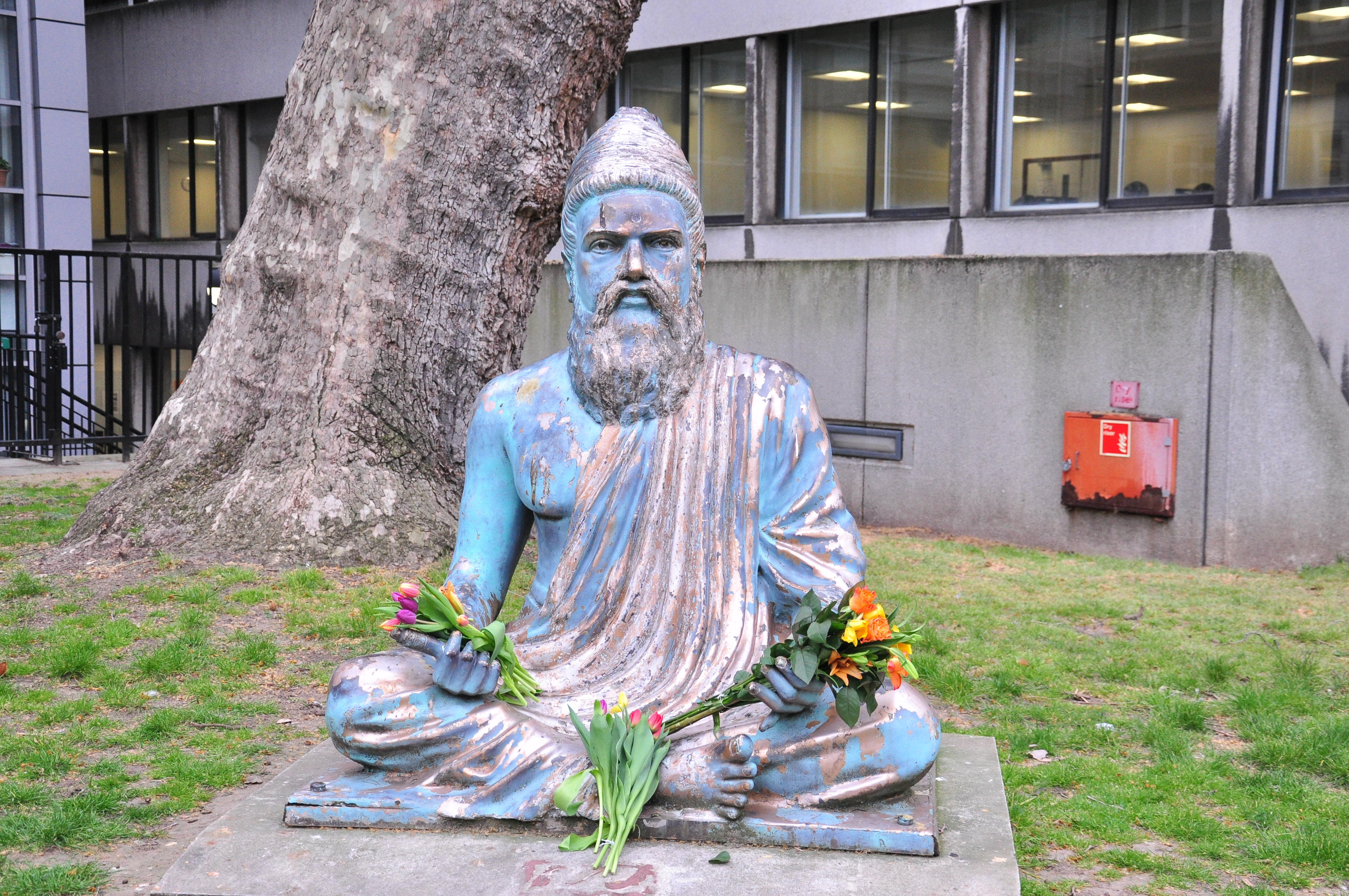
Valluvar (estatua en SOAS, Universidad de Londres).

Mientras que las escrituras religiosas suelen considerar el dharma o aṟam (el término Tamil para referirse a la virtud) como una virtud divina, Valluvar lo describe como una forma de vida más que como una observancia espiritual, una forma de vida armoniosa que conduce a la felicidad universal. Por esta razón, Valluvar mantiene el aṟam como piedra angular a lo largo de la escritura de la Literatura kural. Valluvar consideraba la justicia como una faceta o producto del aram. Mientras que muchos antes de su época opinaban que la justicia no podía definirse y que era un misterio divino, Valluvar sugería positivamente que no se requiere un origen divino para definir el concepto de justicia. En palabras de V. R. Nedunchezhiyan, la justicia, según Valluvar, "habita en las mentes de aquellos que tienen conocimiento de la norma de lo correcto y lo incorrecto; así como el engaño habita en las mentes que engendran el fraude."

## Virtudes caballerescas en la Europa medieval
En el siglo VIII, con motivo de su coronación como Emperador del Sacro Imperio Romano Germánico, Carlomagno publicó una lista de virtudes caballerescas:
- Amar a Dios.
- Amar al prójimo.
- Dar limosna a los pobres.
- Entretener a los extraños.
- Visitar a los enfermos.
- Sé misericordioso con los presos.
- No hagas mal a nadie, ni consientas a los tales.
- Perdonad como esperáis ser perdonados.
- Redime al cautivo.
- Ayudad a los oprimidos.
- Defended la causa de la viuda y del huérfano.
- Haz un juicio justo.
- No consientas ningún mal.
- No perseveres en la ira.
- Evita los excesos en la comida y la bebida.
- Sé humilde y bondadoso.
- Sirve fielmente a tu señor.
- No robes.
- No perjures, ni permitas que otros lo hagan.
- La envidia, el odio y la violencia apartan a los hombres del Reino de Dios.
- Defender la Iglesia y promover su causa.[21]

## Virtudes intelectuales
- Virtudes intelectuales especulativas
  - Inteligencia
  - Sabiduría
  - Ciencia
- Virtudes intelectuales prácticas
  - Ars: recta ratio factibilium
  - Prudencia: recta ratio agibilium

## Virtudes morales

### Virtudes cardinales
Las virtudes cardinales son cuatro virtudes morales de conducta enunciadas por Platón en el contexto de la tradición filosófica clásica y que ejercieron gran influencia sobre el pensamiento posterior del cristianismo. Sobre ellas gira y descansa toda la moral humana, y son principios de otras virtudes derivadas o en ellas contenidas. Estas son:
- Templanza (del griego σωφροσύνη, en transliteración sōphrosýnē)
- Prudencia (del griego φρόνησις, en transliteración phrónēsis)
- Fortaleza (del griego ανδρεία, en transliteración andreía)
- Justicia (del griego δικαιοσύνη, en transliteración dikaiosýnē)

### Virtudes cristianas
El término virtud deriva del vocablo latino vir, varón, el cual a su vez viene de vis, fuerza. De manera que la virtud, en un sentido etimológico, sería la fuerza propia del hombre. Y desde este significado físico el término fue adquiriendo una significación analógica más espiritual y finalmente moral.
La virtud es:
Una disposición permanente que inclina, de un modo fuerte y firme, a una potencia para actuar conforme a la recta razón. Por eso constituye una cierta perfección o complemento de la potencia.
“El nombre de virtud denota una cierta perfección de la potencia. Ahora bien, la perfección de cada ser se considera principalmente por orden a su fin. Pero el fin de la potencia es el acto. Por consiguiente, se dice que una potencia es perfecta cuando está determinada a su acto”.
La teología cristiana, a partir del estudio de las escrituras, en comparación a las virtudes filosóficas, ha determinado los conceptos de:
Las virtudes teologales:
- Fe
- Esperanza
- Caridad

Las virtudes cardinales:
- Prudencia
- Fortaleza
- Justicia
- Templanza

Las virtudes capitales son las virtudes que se oponen a los pecados capitales:
- Humildad, contra la Soberbia
- Generosidad contra la avaricia
- Castidad contra la lujuria
- Paciencia contra la ira
- Templanza contra la gula
- Gratitud contra la envidia
- Diligencia contra la pereza

## Punto de vista de los filósofos modernos

### René Descartes
Para el filósofo Racionalista, la virtud consiste en el correcto razonamiento que debe guiar nuestras acciones. Los hombres deben buscar el bien soberano que Descartes, siguiendo a Zeno, identifica con la virtud, ya que ésta produce una sólida beatitud o placer. Para Epicuro el bien soberano era el placer, y Descartes dice que de hecho esto no está en contradicción con la enseñanza de Zenón, porque la virtud produce un placer espiritual, que es mejor que el placer corporal. En cuanto a la opinión de Aristóteles de que la felicidad depende de los bienes de la fortuna, Descartes no niega que estos bienes contribuyan a la felicidad, pero observa que están en gran proporción fuera del propio control, mientras que la mente de uno está bajo su completo control.

### Immanuel Kant
Immanuel Kant, en sus Observaciones sobre el sentimiento de lo bello y lo sublime, expresa que la verdadera virtud es diferente de lo que comúnmente se conoce sobre este rasgo moral. En opinión de Kant, ser de buen corazón, benévolo y simpático no se considera una verdadera virtud. El único aspecto que hace a un ser humano verdaderamente virtuoso es comportarse de acuerdo con los principios morales. Kant presenta un ejemplo para mayor claridad; supongamos que te encuentras con una persona necesitada en la calle; si tu simpatía te lleva a ayudar a esa persona, tu respuesta no ilustra tu virtud. En este ejemplo, como no te permites ayudar a todos los necesitados, te has comportado injustamente, y está fuera del ámbito de los principios y de la verdadera virtud. Kant aplica el enfoque de los cuatro temperamentos para distinguir a las personas verdaderamente virtuosas. Según Kant, entre todas las personas con diversos temperamentos, una persona con estado de ánimo melancolía es la más virtuosa cuyos pensamientos, palabras y actos son de principios.

### Friedrich Nietzsche
La visión de la virtud de Friedrich Nietzsche se basa en la idea de un orden de rango entre las personas. Para Nietzsche, las virtudes de los fuertes son vistas como vicios por los débiles y esclavistas, por lo que la ética de la virtud de Nietzsche se basa en su distinción entre moral del amo y moral del esclavo. Nietzsche promueve las virtudes de los que llama "hombres superiores", gente como Goethe y Beethoven. Las virtudes que alaba en ellos son sus poderes creativos ("los hombres de gran creatividad" - "los hombres realmente grandes según mi entender" (WP 957)).
Según Nietzsche, estos tipos superiores son solitarios, persiguen un "proyecto unificador", se veneran a sí mismos y son sanos y vitalistas. Debido a que la mezcla con el rebaño lo hace a uno vil, el tipo superior "se esfuerza instintivamente por una ciudadela y un secreto donde se salva de la multitud, de los muchos, de la gran mayoría..." (BGE 26). El "tipo superior" también "busca instintivamente pesadas responsabilidades" (LB 944) en forma de una "idea organizadora" para su vida, que le impulsa al trabajo artístico y creativo y le da salud y fortaleza psicológica. El hecho de que los tipos superiores sean "sanos" para Nietzsche no se refiere tanto a la salud física como a una resistencia y fortaleza psicológica. Por último, un tipo superior afirma la vida porque está dispuesto a aceptar el eterno retorno de su vida y afirmarlo para siempre y sin condiciones.
En la última sección de Más allá del bien y del mal, Nietzsche esboza su pensamiento sobre las virtudes nobles y sitúa a la soledad como una de las virtudes más elevadas:
Y mantener el control sobre sus cuatro virtudes: valor, perspicacia, simpatía, soledad. Porque la soledad es una virtud para nosotros, ya que es una sublime inclinación e impulso a la limpieza que muestra que el contacto entre las personas ("la sociedad") inevitablemente ensucia las cosas. En algún momento, en algún lugar, toda
comunidad convierte a las personas en "viles". (BGE §284)
Nietzsche también ve la veracidad como una virtud:
La auténtica honestidad, suponiendo que ésta sea nuestra virtud y no podamos deshacernos de ella, nosotros, espíritus libres, pues bien, querremos trabajar en ella con todo el amor y la malicia de que dispongamos y no nos cansaremos de "perfeccionarnos" en nuestra virtud, la única que nos queda: ¡que su gloria venga a descansar como un dorado y azul resplandor vespertino de burla sobre esta cultura envejecida y su aburrida y lúgubre seriedad! (Más allá del bien y del mal, §227)

### Benjamin Franklin

La virtud, lanza en mano, con su pie sobre la forma postrada de la Tiranía en el Gran Sello de Virginia

Estas son las virtudes que Benjamin Franklin utilizó para desarrollar lo que él llamaba "perfección moral". Tenía una lista de control en un cuaderno para medir cada día cómo vivía sus virtudes.
Se dieron a conocer a través de la autobiografía de Benjamin Franklin.
1. Templanza: No comas hasta la saciedad. No bebas para elevarte.
2. Silencio: No hables más que lo que pueda beneficiar a otros o a ti mismo. Evita las conversaciones triviales.
3. Orden: Deja que todas tus cosas tengan su lugar. Que cada parte de tu negocio tenga su tiempo.
4. Resolución: Resuelve realizar lo que debes. Realiza sin falta lo que te propongas.
5. Frugalidad: No hagas ningún gasto que no sea para hacer el bien a los demás o a ti mismo; es decir, no desperdicies nada.
6. Industria: No pierdas el tiempo. Ocúpate siempre en algo útil. No hagas nada que no sea necesario.
7. Sinceridad: No utilices ningún engaño perjudicial. Piensa inocente y justamente; y, si hablas, habla en consecuencia.
8. Justicia: No hagas daño a nadie, haciendo perjuicios u omitiendo los beneficios que son tu deber.
9. Moderación: Evita los extremos. Abstente de resentir las Injurias tanto como crees que se merecen.
10. Limpieza: No toleres la suciedad en el cuerpo, la ropa o la vivienda.
11. Tranquilidad: No te alteres por nimiedades, ni por accidentes comunes o inevitables.
12. Castidad: Usar rara vez Venery sino por la salud o la descendencia; nunca para la torpeza, la debilidad o el perjuicio de la paz o la reputación propia o ajena.
13. Humildad: Imita a Jesús y a Sócrates.

## Virtudes teologales
- Fe
- Esperanza
- Caridad
- Generosidad
- Sinceridad
- Diligencia
- Castidad
- Humildad
- Templanza
- Paciencia
- Amor al prójimo
- Lealtad